# Tereso Medina Ramírez
Tereso Medina Ramírez (Torreón, Coahuila; 15 de octubre de 1962) es un político mexicano, actualmente Secretario General de la Federación de Trabajadores de Coahuila (CTM Coahuila), Secretario General del Sindicato Nacional de Trabajadores de la Industria Metal-Mecánica, Sidero-Metalúrgica, Automotriz y proveedores de autopartes en general, de la energía, sus derivados y similares de la República Mexicana “Miguel Trujillo López” y Subsecretario de Acción Política de la Confederación de Trabajadores de México (CTM), desempeña también funciones como coordinador y asesor de diferentes sindicatos nacionales como: De la Industria del Vidrio, de Bebidas, de los Alimentos, del Cartón, del Cemento, de los Hidrocarburos, de la Energía, del Plástico, Maquilador, Electrodomésticos, Aeronáutico, Comercio y Minero, entre otros.

## Biografía
Es egresado con licenciatura en Derecho del Centro Sindical de Estudios Superiores de la CTM, con especialidad en materia laboral. Cuenta con una maestría en derecho laboral, por la Escuela Libre de Derecho.
Ocupó el cargo de diputado en el Congreso del Estado de Coahuila durante las Legislaturas LIV (1997) y LVI (2003-2005), siendo en ambas Presidente de la Comisión del Trabajo. Fue Diputado Federal y Presidente de la Comisión del Trabajo en la LXI Legislatura (2009-2012). Fue elegido como senador de la República e integrante de la Comisión del Trabajo en la LXIII Legislatura (2015-2018).
Es fundador y Director del Centro de Formación Integral en Desarrollo del Talento Humano, institución encargada de la instrucción de asesores laborales, delegados y dirigentes sindicales, con certificación ante el Consejo Nacional de Normalización y Certificación de Competencias Laborales (CONOCER) y reconocida por la Secretaría del Trabajo y Previsión Social (STPyS) como “Solución de Evaluación” para la certificación de estándares en materia de seguridad y salud en el trabajo. 
Es autor de los Estándares de Competencia para la certificación de las Comisiones Mixtas de capacitación, adiestramiento y productividad, así como la certificación de liderazgos sindicales.
Estableció el modelo laboral denominado Sindicalismo Responsable para México, con presencia en varios estados de la República con el objetivo de modernizar y perfeccionar las condiciones los trabajadores en ámbitos como la educación, la salud, la gestión social, jurídica, de vivienda, previsión social y economía familiar.